# Pudgalavada

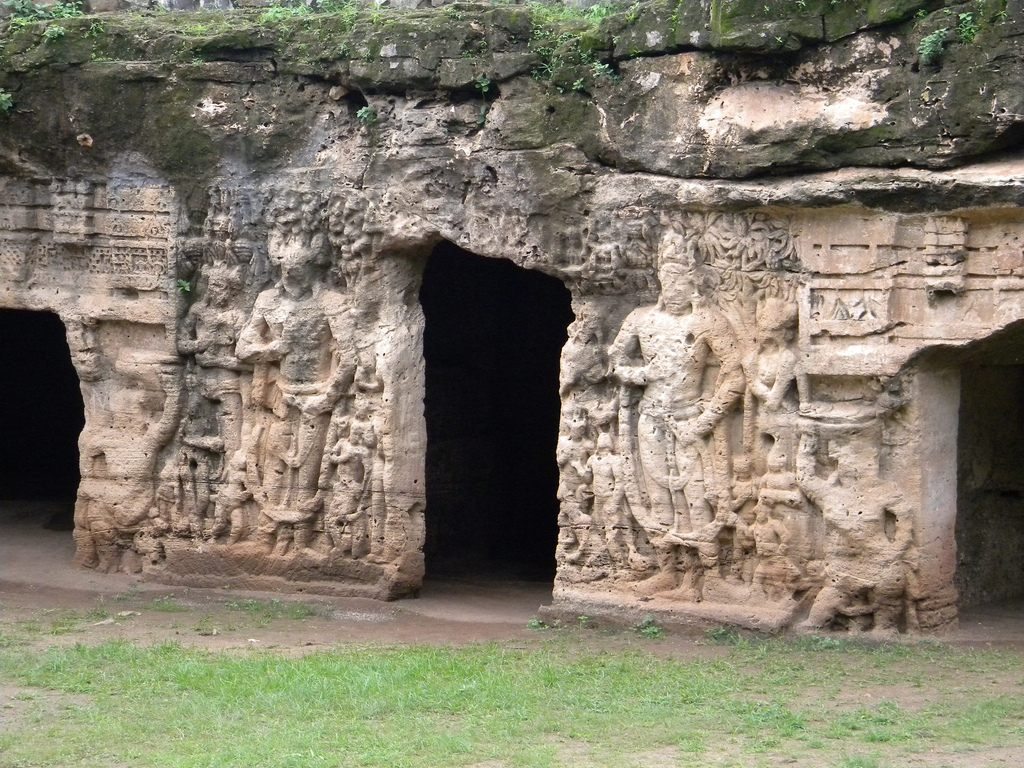
Cuevas budistas de Khambhalida, Guyarat.

Pudgalavāda (sánscrito; "Personalismo"; Pali: Puggalavāda; chino: 補特伽羅論者, pinyin: Bǔtèjiāluō Lùnzhě) fue un punto de vista filosófico budista y también se refiere a un grupo de escuelas budistas (también conocidas como Vātsīputrīyas) que surgieron de la orden Sthavira. Se cree que la escuela fue fundada por el anciano Vātsīputra en el siglo III a. C. Era una escuela muy influyente en la India y fueron particularmente populares durante el reinado del emperador Jarshavardhana (606 - 647 CE). Se dice que la hermana de Jarsha, Rajyasri, se unió a la escuela como monja. Según el profesor Dan Lusthaus, fueron «una de las sectas budistas más populares de la India durante más de mil años».
La secta Pudgalavāda más prominente fueron los Saṃmitīyas, especialmente en Sindh y en Guyarat durante la dinastía Maitraka (470-788 dC). La epigrafía también ha establecido la existencia de comunidades Saṃmitīya en Mathura y Sarnath entre los siglos II y IV. El historiador tibetano Buton Rinchen dice que los Saṃmitīyas usaban el idioma apabhraṃśa. En el siglo IV, esta escuela se había vuelto tan influyente que reemplazaron a la escuela Sarvastivada en Sarnath como la escuela más prominente. En la época del rey Jarsha en el siglo séptimo, eran la escuela de budismo temprano más grande de la India. Su centro de aprendizaje en la universidad de Valabhi en Guyarat siguió siendo un lugar importante para el estudio del budismo temprano hasta el siglo VIII. I-tsing, quien visitó Gujarat en 670 CE, notó que los Saṃmitīyas tenían el mayor número de seguidores en el oeste de la India y que el centro de aprendizaje en Valabhi rivalizaba con el de Nalanda.

### Doctrina
Pudgalavāda afirma que si bien no hay un ātman, existe un "pudgala" (persona) o "sattva" (ser) que no es un fenómeno condicionado (sankhata dharma) ni un fenómeno no condicionado (asankhata). Esta doctrina de la persona era su método para explicar el karma, el renacimiento y el nirvana. Para los Pudgalavādas, el pudgala es lo que renace a través de vidas sucesivas y lo que llega al nirvana. Ellos defendieron este punto de vista a través del argumento filosófico, así como citando sutras. Según Thiện Châu y Richard Gombrich, utilizaron el Bharaharasutta como una referencia importante para su teoría. Este texto establece que la persona (pudgala) es poseedora de los cinco agregados:
Los cinco agregados son verdaderamente cargas, el portador de la carga es la persona. Asumir la carga es sufrimiento en el mundo, dejar la carga es una bendición.
El texto llamado Kathavatthu de la escuela theravada también menciona que los Pudgalavādas se basaron en las siguientes declaraciones del Buda: «hay una persona que ejerce por su propio bien» y "«parece una persona que renace por el bien y la felicidad de muchos, por mostrar compasión al mundo de los seres». Los Pudgalavādas sostuvieron que esta «persona» era «inexpresable» e indeterminada en su relación con los cinco agregados y no se podía decir que no era lo mismo que los agregados o diferentes. Sin embargo, no se puede negar por completo a la persona, ya que si esto fuera así, nada volvería a nacer y nada sería el objeto de la meditación de la buena voluntad (metta). Según professor Lance Cousins:
La diferencia es que para el vacuista la persona es una designación para las experiencias agregadas como objetos de conciencia, mientras que para el personalista la relación entre la persona y esos objetos no puede describirse como igual o diferente.
Por lo tanto, este pudgala es el sujeto de experiencias, de karma, de la transmigración y del nirvana. También es "indefinible" (avaktavya), ni condicionado (sankhata / samskrta) ni incondicionado (es decir, nirvana, el único dharma incondicionado) y ni igual o diferente a los cinco agregados. Sin embargo, como señala Thiện Châu en sus estudios, los Pudgalavādas desarrollaron esta teoría especialmente para ser compatible con anatman (no-yo) y, por lo tanto, el pudgala "no es una realidad absoluta totalmente separada de las cosas compuestas."
El Abhidharmakosha muestra cómo Pudgalavada explicaba su teoría utilizando la analogía del fuego y el combustible. Los cinco agregados son el combustible y el pudgala el fuego. El fuego existe siempre que haya combustible, pero no es lo mismo que el combustible y tiene propiedades que el combustible no tiene. Son coexistentes y los combustibles (agregados) son el soporte para el fuego (pudgala) y, por lo tanto, no son lo mismo pero no son completamente diferentes. Para los Pudgalavadas, si uno dice que la persona es igual a los agregados (el reduccionismo de otras escuelas), esto es como decir que el fuego y el combustible son la misma cosa, y esto es un error. Si bien si uno dice que el fuego y el combustible son totalmente diferentes, esto es como decir que el fuego no depende del combustible, un segundo error (relacionado con las opiniones no budistas). Por lo tanto, tomaron un camino intermedio entre estos y defendieron a una persona que no es idéntica a los agregados ni diferente de ellos. La razón por la que intentaron refutar las filosofías que decían que los agregados y la persona eran los mismos era porque sostenían que en este punto de vista, al morir cuando se destruyen los agregados, la persona también sería destruida y no renacería, y también porque contradecía al Buda cuando dijo que "el portador de la carga" existe.
El Kathavatthu también menciona que el pudgala puede compararse con lo que se llama un ser (sattva) y también con lo que se llama jiva (fuerza vital), pero no es ni idéntico ni diferente del cuerpo (kaya). Los Pudgalavādas también parecen haber sostenido que la persona liberada existe incluso después del paranirvana en un estado de felicidad suprema. Como dice Thiện Châu, vieron al nirvana como "un dominio trascendental" y una "existencia en el más allá".
Debido a que sentían que su filosofía era similar a los de un yo o un atman, otras escuelas budistas atacaron a Pudgalavāda. Esto incluye Vibhajjavada (un registro de esto se encuentra en el Kathavatthu), así como por Sarvastivada (en el Vijñanakaya), Sautrantika (en el Abhidharmakosha) y la escuela Madhyamaka (en el Madhyamakavatara de Candrakirti).
Peter Harvey está de acuerdo con las críticas de Moggaliputtatissa (en el Kathavatthu) y Vasubandhu (en Abhidharmakosha) dirigidas contra Pudgalavada, y encuentra que no hay apoyo en los Nikayas para el concepto de pudgala. Sin embargo otros estudiosos no están de acuerdo. Según Dan Lusthaus, «ninguna escuela budista ha sido más despreciada por sus compañeros budistas o mal entendida por los estudiosos modernos». Lusthaus sostiene que, en vez de promover la visión de un yo (atman), la posición de Pudgalavada que se puede ver en sus textos sobrevivientes es que el pudgala es «un prajñapti (solo un existente nominal) que no es idéntico ni diferente del los skandhas».
Según Bhiksu Thiện Châu, la teoría pudgala representa una reacción contra el reduccionismo y la "despersonalización" de las tradiciones budistas del abhidharma.